# パーフェクトマン 完全犯罪
パーフェクトマン 完全犯罪（フランス語: Un homme idéal  ）は、ヤン・ゴズラン監督の2015年フランスのスリラー映画。亡くなった軍人が残した日記を盗作することでベストセラー作家となる男の物語で、主演は、ピエール・ニネとアナ・ジラルド。 

## あらすじ
小説家を目指す男マシューは、出版社に自作を持ち込むが全く相手にされない。運搬のバイト中に入った大学で講義をしている文学研究者のアリスに一目惚れをするが、到底手の届く存在ではない。ある日、バイト先でたまたま片付けに入った故人の家で、とある軍人が残した日記を発見し、強烈な感銘を受ける。筆が進まないストレスで、自らの著作に改竄して『黒い砂』として出版社に送ると、掌を返すように絶賛され契約を持ちかけられる。用意周到な彼は、戦争史の勉強やインタビューの準備など、隠蔽工作を完了したのちに出版すると、たちまちベストセラーとなり人気作家となる。
　３年後、憧れだったアリスとも恋仲となり、彼女の別荘で理想的な暮らしを送るマシューだが、次の原稿がいまだに書けていないことに悩む。借金もかさんで破産寸前となり、焦ったマシューは、自身の過去の著作を他人の書評と偽って彼女に見せるが、「出版できる出来ではない」と酷評される。締め切りを遅らせるために、事故に遭ったふりすらも行う。しかし、亡くなった軍人を知っているという男がマシューのサイン会に現れ、彼を脅して金品を求めるが、金のないマシューは代わりに彼女の父親の家宝である銃を売ろうと盗み出す。
　しかし、同じ家に住む彼女の幼なじみのスタンに見つかってしまったことで、勢い余って殺してしまい、隠蔽工作をして海に沈める。脅す男からの要求はエスカレートする中、妊娠したアリスには嘘を突き通すが、ついに自らに才能がないことを認め、「アリスのために執筆をしてきたため、お前のことだけは失いたくない」と告げる。そして、自身のこれまでの経験を『偽物』という物語として執筆することに決める。
　スタンの遺体が見つかったことで、一家のDNA検査が行われることとなり、観念したマシューは書き上げた小説を彼女に渡し、自分を脅す男を騙して殺す。男を燃やしてすり替わり、自分が死んだことにして暮らすことに決める。２年後、素性を隠すために、再び日雇い労働者として暮らすマシューは、自身が書いた２作目のヒットと、自分の存在に気づかない妻子を背に、街へと消えていく。完全犯罪を成功させた男は、ヒット作と引き換えに、全てを失ったのだ。

## キャスト
- マチュー・ヴァスール：ピエール・ニネ
- アリス・ファーサック：アナ・ジラルド
- アラン・フルサック：アンドレ・マルコン
- エレーヌ・フルサック：ヴァレリア・カヴァッリ
- スタニスラス・リッチャー：ティボー・ヴィンソン
- ヴィンセント：マルク・バルベ
- フランク：サシャ・ミヨヴィッチ
- ジェンダルメ：エリック・サヴィン
- ステファン・マルサン：ローラン・グレヴィル